# Villa Park
Der Villa Park ist ein Fußballstadion in der zweitgrößten britischen Stadt Birmingham, West Midlands, England. Der Fußballverein Aston Villa ist Eigentümer und Hauptnutzer der Spielstätte mit 42.657 Sitzplätzen. Die vier Tribünen sind der 1994 eröffnete Holte End im Süden mit einer Kapazität von 13.500 Plätzen, Trinity Road im Westen (bestehend aus drei Rängen und einer Reihe Logen), Doug Ellis Stand im Osten (zwei Ränge) und North Stand aus den späten 1970er Jahren im Norden (zwei Ränge unterbrochen von einer Reihe Logen).

## Geschichte
Der Villa Park wurde am 17. April 1897 mit dem Freundschaftsspiel zwischen Aston Villa und den Blackburn Rovers (3:0) eröffnet, im selben Jahr als Aston Villa sowohl die Meisterschaft als auch den FA Cup gewann. Die damals noch Aston Lower Grounds genannte Anlage war auf dem Gelände eines viktorianischen Vergnügungsparks gebaut worden, unweit des herrschaftlichen Anwesens Aston Hall. In den Anfangsjahren war das Spielfeld von einer 7,31 m breiten Radrennbahn und einer Aschenbahn umgeben. Vor dem Ersten Weltkrieg wurden zahlreiche Radrennen und Leichtathletikwettkämpfe ausgetragen. Die beiden Bahnen wurden 1922 entfernt, als die Bauarbeiten an der Trinity Road Stand begannen. Während der Fußball-Weltmeisterschaft 1966 wurden hier drei Spiele ausgetragen und bei der Fußball-Europameisterschaft 1996 kam der Villa Park vier Mal zum Einsatz. 1999 wurde hier das letzte Endspiel des Europapokals der Pokalsieger ausgetragen. Der italienische Club Lazio Rom bezwang die Spanier vom RCD Mallorca mit 2:1. Vor dem Umbau hatte das Stadion Flutlichtmasten, deren Scheinwerfer in Form der Buchstaben A und V angeordnet waren. Bis 2007 wurden die Halbfinalspiele im FA Cup auf neutralem Platz ausgespielt. Von 1901 bis 2007 wurden 55 dieser Partien im Stadion von Aston Villa ausgetragen. Seit 2008 werden neben dem Endspiel auch die beiden Halbfinalspiele im neuen Wembley-Stadion veranstaltet.
Einige Jahre lang war geplant, den Villa Park mit einem Neubau des North Stand auf eine Kapazität von rund 50.000 zu vergrößern. Am 25. August 2022 veröffentlichte Aston Villa neue computergenerierte Bilder vom Villa Park im Zusammenhang mit dem geplanten Umbau. Ende des Monats wurde der Bauantrags eingereicht. Im Juni des Jahres begann Villa die Planungsberatung vor der Bewerbung für die erste Phase ihrer langfristigen Vision für den Villa Park und die Umgebung, die bis zum 24. Juli lief. Man erhielt ein Feedback von der Gemeinschaft, den Organisationen und den Fans, bevor die Entwürfe und Pläne fertiggestellt wurden. Die erste Phase der Pläne, sie sollte von 2023 bis 2025 andauern, würde die Nordtribüne betreffen. Rund 7400 Plätze würden zu den jetzigen 42.785 Plätze hinzu kommen. Das Villa Live an der Nordtribüne wird ein eigenständiger Mehrzweckkomplex für die Gemeinschaft mit Unterhaltung, Einzelhandelsgeschäften und integriertem Clubmuseum. 92,9 % der Befragten bei der Planungsberatung unterstützen die Pläne des Clubs für den Umbau des Villa Park nachdrücklich. 66,1 % stimmten zu, dass die Sanierung positive Auswirkungen auf die lokale Gemeinschaft haben wird und 89,8 % stimmten zu, dass sie sich positiv auf den Club auswirken wird. Für die Schaffung des Villa Live sprachen sich 85,3 % der Befragten aus, wobei 88,2 % die Umgestaltung des Raums rund um die Nordtribüne nachdrücklich befürworteten. Die erste Phase würde über £ 100 Mio. kosten. Mit einer Entscheidung über den Bauantrag rechnet Villa gegen Ende des Jahres. Ab 2025 wollte sich Villa auf weitere Renovierungsarbeiten und Kapazitätssteigerungen an den beiden anderen Ständen des Villa Park konzentrieren.
Am 22. Dezember 2022 stimmte der Gemeinderat von Birmingham für den ersten Abschnitt des Umbaus und der Erweiterung. Ein Ziel der Renovierungs- und Ausbaumaßnahmen ist, wieder große internationale Turniere ausrichten zu können. Der Villa Park ist eines von acht britischen Stadien sowie einer irischen Spielstätte für die Fußball-Europameisterschaft 2028. Im April 2025 gab Aston Villa eine Überarbeitung der Pläne bekannt, nunmehr ist ein umfassender Umbau des North Stand mit Ausbau von derzeit 5.000 Sitzplätzen auf dann über 12.000 Plätze geplant. Weiterhin sollen die drei weiteren Tribünen modernisiert werden, sodass mit Abschluss aller Arbeiten in der zweiten Jahreshälfte 2027 dann 52.190 Plätze zur Verfügung stehen. Der umgebaute Villa Park soll mit £ 120 Mio. (rund 140 Mio. €) zur Wirtschaft der West Midlands beitragen. Es werden 1.700 Arbeitsplätze während und nach dem Bau geschaffen. Der neue Villa Park soll jährlich 1,1 Mio. Besuchende anziehen. Eine Verbesserung des Verkehrskonzepts ist ein wichtiger Teil der Sanierung. Aston Villa arbeitet bereits mit der West Midlands Combined Authority und der West Midlands Rail Executive zusammen.

## Veranstaltungen

### Spiele der Fußball-Weltmeisterschaft 1966 im Villa Park
- 13. Juli 1966, Gruppe B:  Argentinien –  Spanien 2:1 (0:0) – Zuschauer: 42.738
- 16. Juli 1966, Gruppe B:  Argentinien –  BR Deutschland 0:0 – Zuschauer: 46.587
- 20. Juli 1966, Gruppe B:  BR Deutschland –  Spanien 2:1 (1:1) – Zuschauer: 42.187

### Rückspiel um den UEFA Super Cup 1982 im Villa Park
- 26. Jan. 1983:  Aston Villa –  FC Barcelona 3:0 n. V. (1:0, 0:0) – Zuschauer: 31.570

### Spiele der Fußball-Europameisterschaft 1996 im Villa Park
- 10. Juni 1996, Gruppe A:  Niederlande –  Schottland 0:0 – Zuschauer: 34.363
- 13. Juni 1996, Gruppe A:  Schweiz –  Niederlande 0:2 (0:0) – Zuschauer: 36.800
- 18. Juni 1996, Gruppe A:  Schottland –  Schweiz 1:0 (1:0) – Zuschauer: 34.926
- 23. Juni 1996, Viertelfinale:  Tschechien –  Portugal 1:0 (0:0) – Zuschauer: 26.832

### Endspiel im Europapokal der Pokalsieger 1998/99 im Villa Park
- 19. Mai 1999:  Lazio Rom –  RCD Mallorca 2:1 (1:1) – Zuschauer: 33.021

### Spiele der Rugby-Union-Weltmeisterschaft 2015 im Villa Park
- 26. Sep. 2015, Gruppe B:  Südafrika –  Samoa 46:6 (17:6) – Zuschauer: 39.526
- 27. Sep. 2015, Gruppe A:  Australien –  Uruguay 65:3 (31:3) – Zuschauer: 39.605

### Halbfinalspiele im FA Cup im Villa Park
Bis 2007 wurden die Halbfinalpartien im FA Cup auf neutralem Platz ausgespielt. Von 1901 bis 2007 fanden 55 dieser Partien im Stadion von Aston Villa statt. Es folgt das Hillsborough Stadium in Sheffield mit 34 und das neue Wembley-Stadion mit 30 Halbfinalspielen. Seit 2008 werden neben dem Endspiel auch die beiden Halbfinalspiele im neuen Wembley-Stadion veranstaltet. 
- 1900/01 – 08. Apr. 1901: Tottenham Hotspur – West Bromwich Albion 4:0
- 1902/03 – 21. Mär. 1903: Derby County – FC Millwall 3:0
- 1905/06 – 31. Mär. 1906: FC Everton – FC Liverpool 2:0
- 1914/15 – 27. Mär. 1915: Sheffield United – Bolton Wanderers 2:1
- 1929/30 – 26. Mär. 1930: FC Arsenal – Hull City 1:0 (Wiederholungsspiel)
- 1931/32 – 12. Mär. 1932: FC Arsenal – Manchester City 1:0
- 1934/35 – 16. Mär. 1935: Sheffield Wednesday – FC Burnley 3:0
- 1945/46 – 23. Mär. 1946: Charlton Athletic – Bolton Wanderers 2:0
- 1947/48 – 13. Mär. 1948: FC Blackpool – Tottenham Hotspur 3:1 n. V.
- 1952/53 – 21. Mär. 1953: FC Blackpool – Tottenham Hotspur 2:1
- 1953/54 – 27. Mär. 1954: West Bromwich Albion – Port Vale 2:1
- 1954/55 – 26. Mär. 1955: Manchester City – AFC Sunderland 1:0
- 1955/56 – 17. Mär. 1956: Manchester City – Tottenham Hotspur 1:0
- 1957/58 – 22. Mär. 1958: Manchester United – FC Fulham 2:2
- 1960/61 – 18. Mär. 1961: Tottenham Hotspur – FC Burnley 3:0
- 1961/62 – 31. Mär. 1962: FC Burnley – FC Fulham 1:1
- 1962/63 – 27. Apr. 1963: Manchester United – FC Southampton 1:0
- 1963/64 – 14. Mär. 1964: Preston North End – Swansea City 2:1
- 1964/65 – 27. Mär. 1965: FC Liverpool – FC Chelsea 2:0
- 1965/66 – 23. Apr. 1966: Sheffield Wednesday – FC Chelsea 2:0
- 1966/67 – 29. Apr. 1967: FC Chelsea – Leeds United 1:0
- 1967/68 – 27. Apr. 1968: West Bromwich Albion – Birmingham City 2:0
- 1968/69 – 22. Mär. 1969: Manchester City – FC Everton 1:0
- 1969/70 – 23. Mär. 1970: Manchester United – Leeds United 0:0 n. V. (Wiederholungsspiel)
- 1970/71 – 31. Mär. 1971: FC Arsenal – Stoke City 2:0 (Wiederholungsspiel)
- 1971/72 – 15. Apr. 1972: FC Arsenal – Stoke City 1:1
- 1973/74 – 03. Apr. 1974: Leicester City – FC Liverpool 1:3 (Wiederholungsspiel)
- 1974/75 – 05. Apr. 1975: West Ham United – Ipswich Town 0:0
- 1978/79 – 31. Mär. 1979: FC Arsenal – Wolverhampton Wanderers 2:0
- 1979/80 – 12. Apr. 1980: West Ham United – FC Everton 0:0 n. V.
- 1979/80 – 16. Apr. 1980: FC Liverpool – FC Arsenal 1:1 n. V. (Wiederholungsspiel)
- 1979/80 – 28. Apr. 1980: FC Liverpool – FC Arsenal 1:1 n. V. (Wiederholungsspiel)
- 1980/81 – 11. Apr. 1981: Manchester City – Ipswich Town 1:0 n. V.
- 1981/82 – 03. Apr. 1982: Tottenham Hotspur – Leicester City 2:0
- 1982/83 – 16. Apr. 1983: Manchester United – FC Arsenal 2:1
- 1983/84 – 14. Apr. 1984: FC Watford – Plymouth Argyle 1:0
- 1984/85 – 13. Apr. 1985: FC Everton – Luton Town 2:1 n. V.
- 1985/86 – 05. Apr. 1986: FC Everton – Sheffield Wednesday 2:1 n. V.
- 1986/87 – 11. Apr. 1987: Tottenham Hotspur – FC Watford 4:1
- 1988/89 – 15. Apr. 1989: FC Everton – Norwich City 1:0
- 1989/90 – 08. Apr. 1990: Crystal Palace – FC Liverpool 4:3 n. V.
- 1990/91 – 14. Apr. 1991: Nottingham Forest – West Ham United 4:0
- 1991/92 – 13. Apr. 1992: FC Portsmouth – FC Liverpool 1:3 (0:0, 0:0, 0:0) i. E.
- 1994/95 – 09. Apr. 1995: Manchester United – Crystal Palace 2:2 n. V.
- 1994/95 – 12. Apr. 1995: Crystal Palace – Manchester United 0:2 (Wiederholungsspiel)
- 1995/96 – 31. Mär. 1996: Manchester United – FC Chelsea 2:1
- 1997/98 – 05. Apr. 1998: Wolverhampton Wanderers – FC Arsenal 0:1
- 1998/99 – 11. Apr. 1999: Manchester United – FC Arsenal 0:0 n. V.
- 1998/99 – 14. Apr. 1999: FC Arsenal – Manchester United 1:2 n. V. (Wiederholungsspiel)
- 2000/01 – 08. Apr. 2001: Wycombe Wanderers – FC Liverpool 1:2
- 2001/02 – 14. Apr. 2002: FC Fulham – FC Chelsea 0:1
- 2002/03 – 13. Apr. 2003: FC Watford – FC Southampton 1:2
- 2003/04 – 03. Apr. 2004: FC Arsenal – Manchester United 0:1
- 2005/06 – 23. Apr. 2006: FC Middlesbrough – West Ham United 0:1
- 2006/07 – 14. Apr. 2007: FC Watford – Manchester United 1:4

## Besucherrekord und Zuschauerschnitt
Die höchste je erreichte Zuschauerzahl betrug 76.588, als Aston Villa am 2. März 1946 in der 6. Runde (Viertelfinale) des FA Cup 1945/46 gegen Derby County antrat. Seit der Umwandlung in ein reines Sitzplatzstadien besteht seit dem 29. Dezember 2009 die Bestmarke bei 42.788 Besuchern aus dem Spiel der Premier League 2009/10 zwischen Aston Villa und dem FC Liverpool.
- 2012/13: 35.060 (Premier League)
- 2013/14: 36.081 (Premier League)
- 2014/15: 34.133 (Premier League)
- 2015/16: 33.690 (Premier League)
- 2016/17: 32.107 (EFL Championship)
- 2017/18: 32.097 (EFL Championship)
- 2018/19: 36.027 (Premier League)
- 2019/20: 41.661 (Premier League)
- 2020/21: k. A. (Premier League)
- 2021/22: 41.838 (Premier League)

## Sonstiges
Oberhalb der Logen ist über die gesamte Breite des North Stand folgender Schriftzug angebracht.

„SHAW, Williams, prepared to venture down the left. There’s a good ball in for Tony Morley. Oh, it must be … It is … Peter Withe!“

Dieses Zitat ist ein Auszug aus der Fernsehübertragung der BBC des Kommentators Brian Moore und beschreibt die Sekunden vor dem entscheidenden Tor zum 1:0 im Endspiel des Europapokals der Landesmeister 1981/82 gegen den FC Bayern München im Rotterdamer De Kuip, dem größten Erfolg der Vereinsgeschichte.

## Galerie

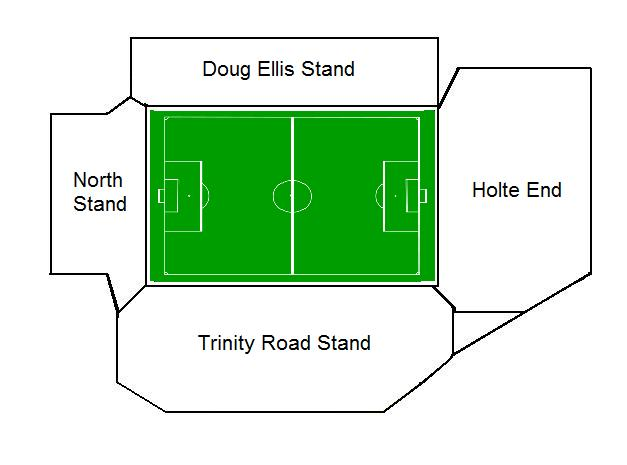
Tribünenplan
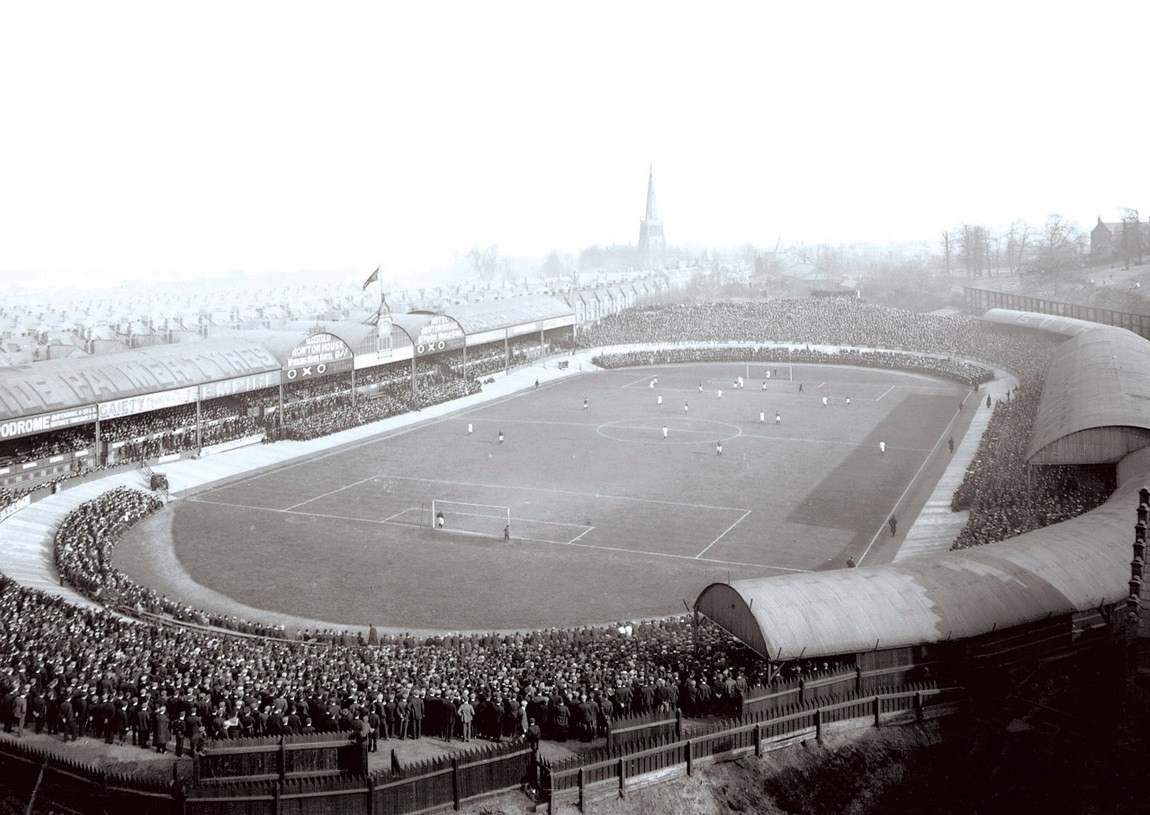
Der Villa Park 1907 bei einem Spiel von Aston Villa gegen den FC Liverpool
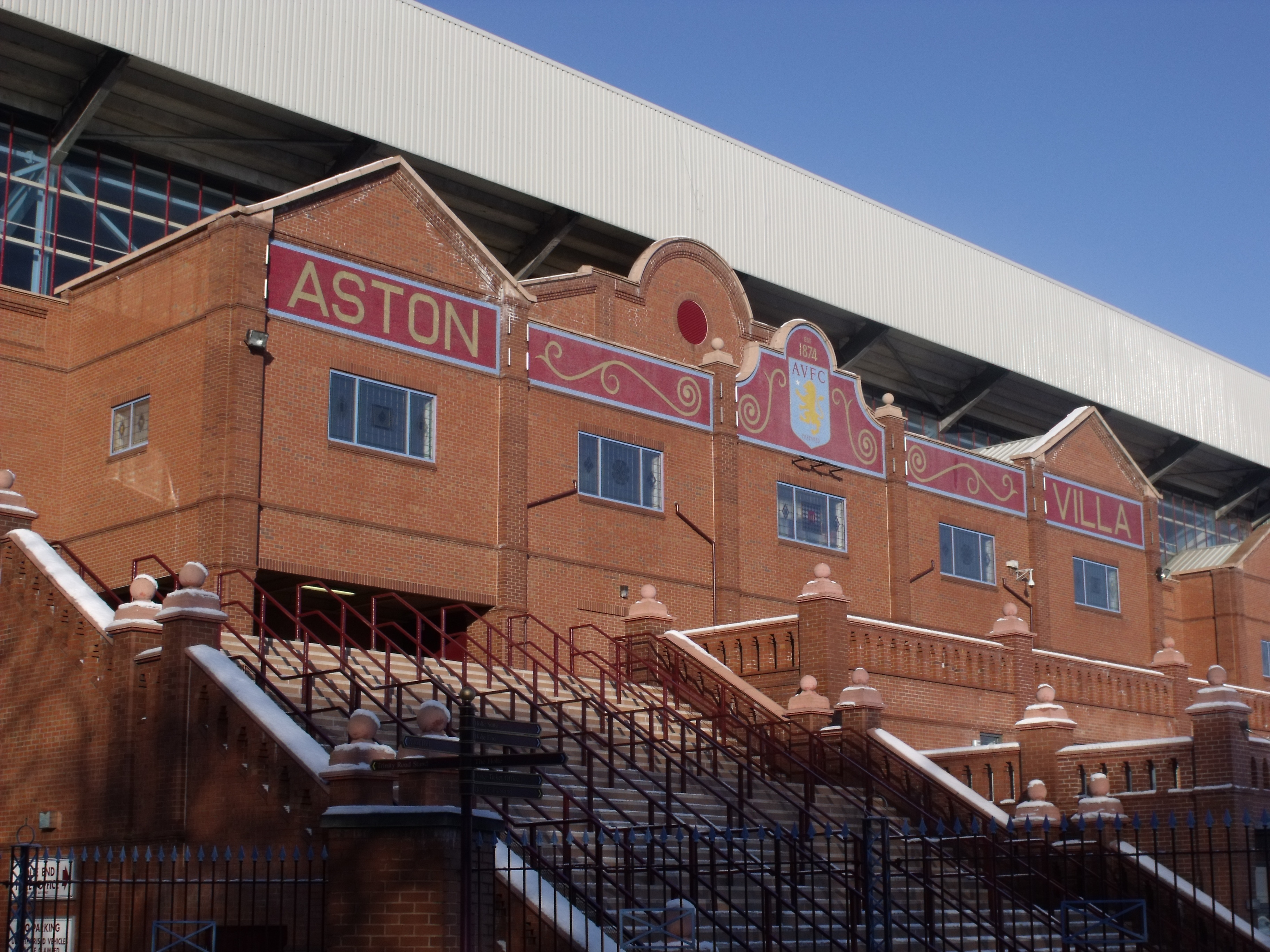
Die Fassade des Holte End (2010)
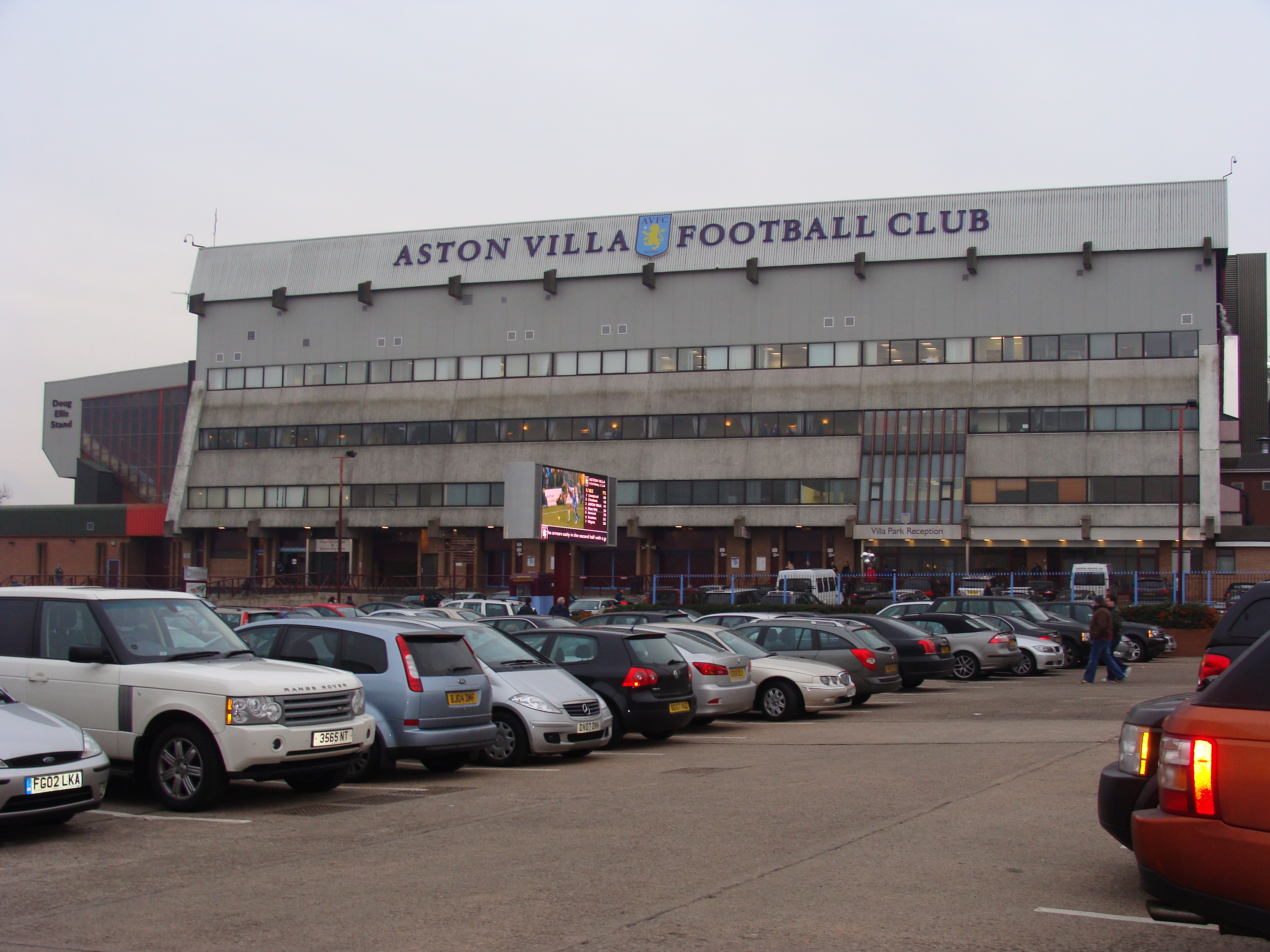
Der North Stand (2009)
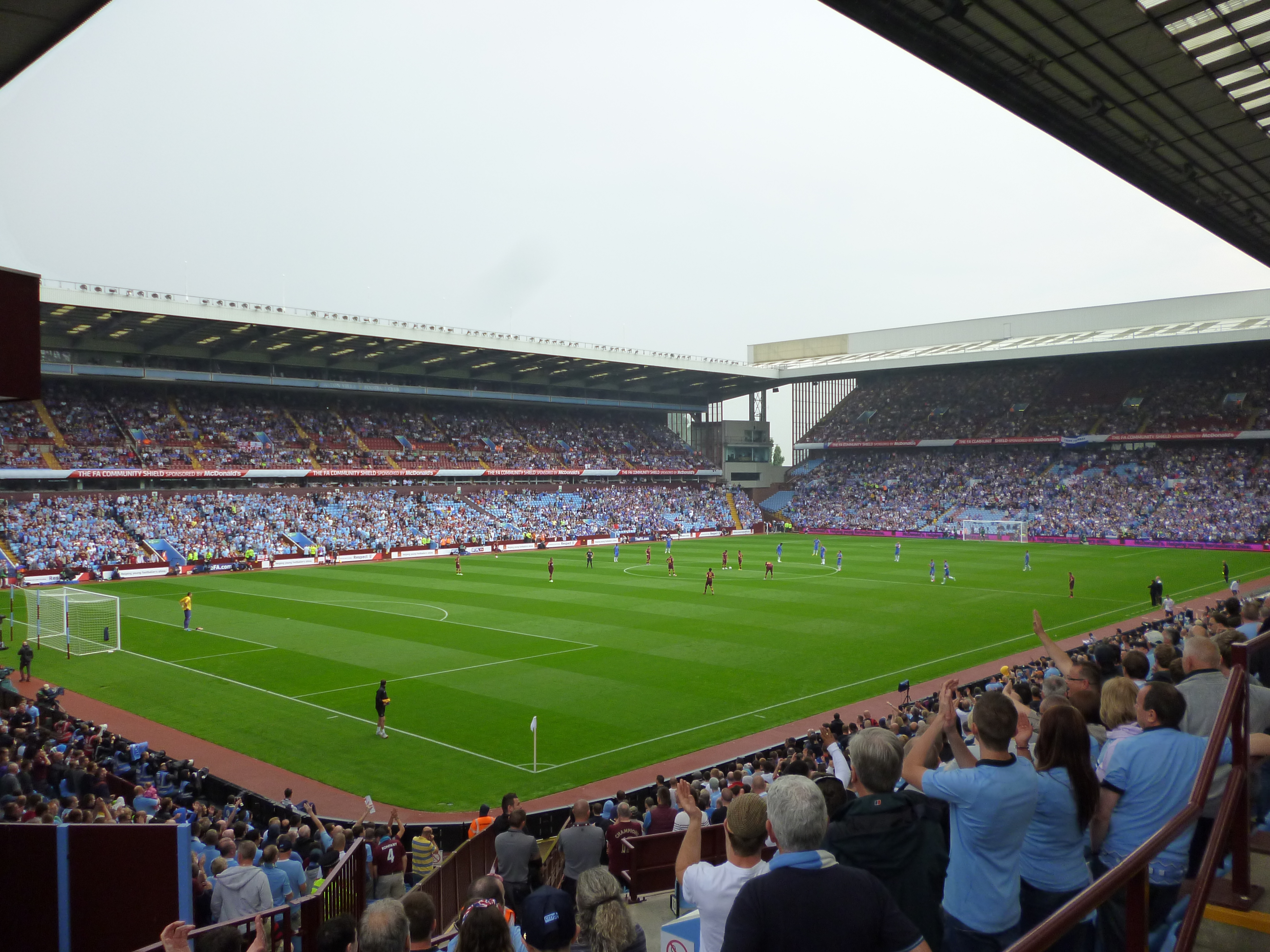
Das Spiel um den FA Community Shield 2012 im Villa Park